# Genval
Genval is een dorp in de Belgische provincie Waals-Brabant en een deelgemeente van Rixensart. 
Genval ligt in het westen van de fusiegemeente. De deelgemeente is sterk verstedelijkt en omvat verschillende wijken, waaronder Bruyère-à-la-Croix en Maubroux.

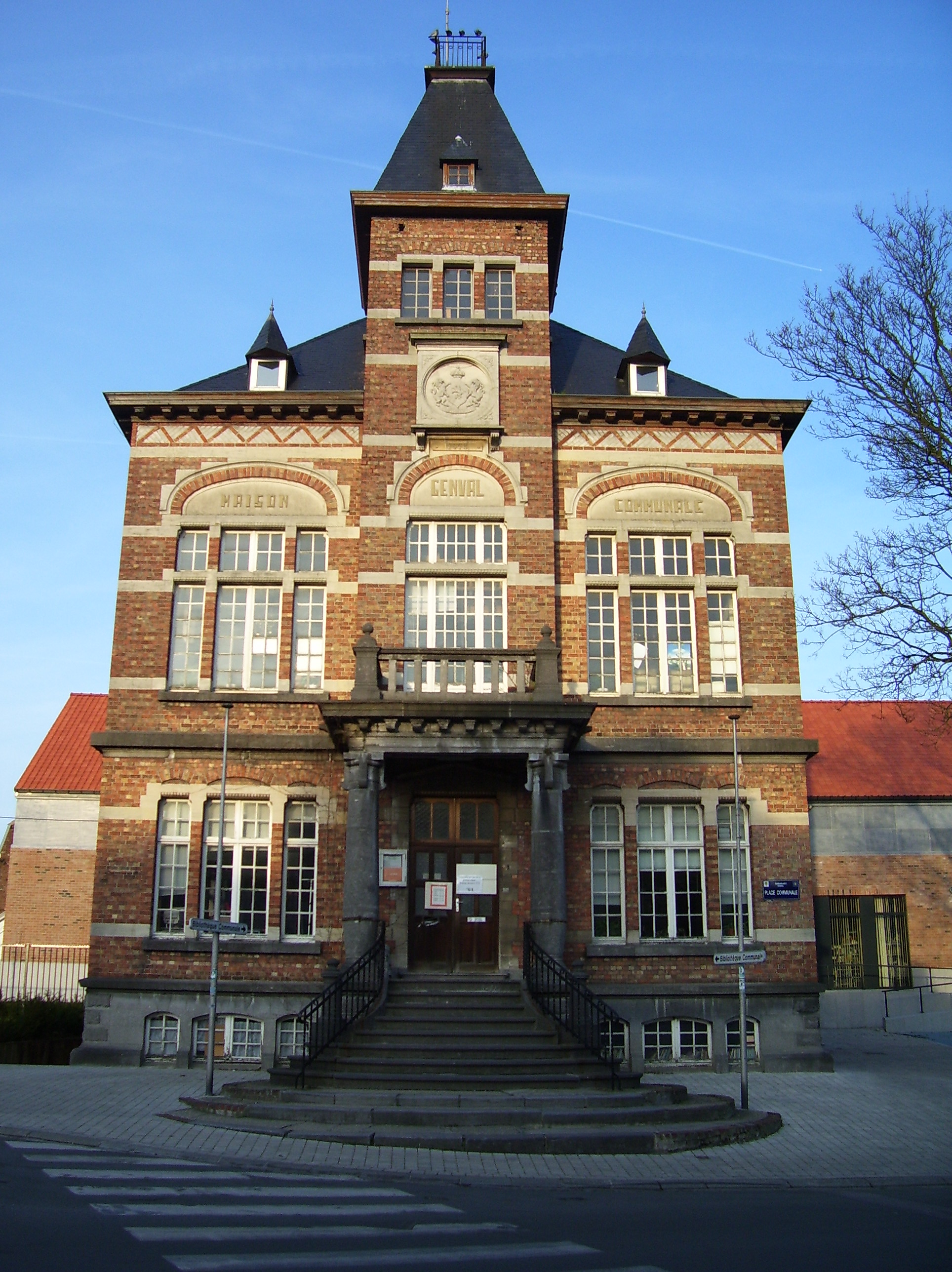
Voormalig gemeentehuis van Genval

## Geschiedenis
Onder het ancien régime was Genval een zelfstandige heerlijkheid. Juridisch viel het onder de meierij van Terhulpen, in het kwartier van Brussel van het hertogdom Brabant. De Ferrariskaart uit de jaren 1770 toont hier het dorp Genval.

Na de Franse invasie werd de gemeente gecreëerd, en Genval werd een gemeente, ingedeeld bij het kanton Overijse van het Dijledepartement. Dit departement werd nadat de Fransen verdreven waren omgevormd tot de provincie Zuid-Brabant, de latere Belgische provincie Brabant. 
In 1904 werd er een papierfabriek aan de Lasne geopend, waar verpakkingen en behangpapier werden gemaakt. De fabriek kende een grote uitbreiding na de uitvinding van balatum in 1923 en met de productie van kraftpapier. Fabrieksbaas en burgemeester Auguste Lannoye liet arbeiderswoningen bouwen rond de fabriek, een schietstand met staande wip en de kerk Sint-Pieter van Maubroux. De papierfabrieken kenden succes tot halfweg de jaren 1960. Na een gestage achteruitgang sloten de fabrieken in 1980 en maakten sindsdien plaats voor appartementsgebouwen.
Genval bleef een zelfstandige gemeente, tot het in 1977 een deelgemeente werd van Rixensart.

## Bezienswaardigheden
- Het station Genval langs spoorlijn 161 (Schaarbeek - Namen) heeft decoraties in art nouveau.
- De Sint-Pieterskerk (Église Saint-Pierre) van Maubroux van 1923-1924 heeft een merkwaardige betonstructuur en een karakteristieke klokkentoren.
- De Sint-Sixtuskerk (Église Saint-Sixte)
- De Moulin de Genval is een onderslagmolen op de Lasne. Het rad werd echter verwijderd.

## Natuur en landschap
- De belangrijkste toeristische trekpleister is het Meer van Genval met bijhorend kasteel (eind 19e eeuw), gelegen in het Zoniënwoud. Genval ligt in verstedelijkt gebied. De hoogte aan de kerk is 96 meter.

## Demografische ontwikkeling
- Bronnen:NIS, Opm:1831 tot en met 1970=volkstellingen, 1976= inwonersaantal op 31 december

## Politiek
Genval had een eigen gemeentebestuur en burgemeester tot de gemeentelijke fusie van 1977. Burgemeesters waren:
- ?-1907: Jean-Baptiste Stouffs
- 1907-1926: Julien De Becker
- 1926-1938: Auguste Lannoye
- onbekend
- 1947-1962: Raymond Becquevort
- 1962-1966: René Barbiaux
- 1966-1967: Henri Devillé
- 1967-1970: Carina Lignier (mevr. Desmet)
- 1971-1976: Émile Windal

## Verkeer en vervoer
In Genval staat het station Genval, langs spoorlijn 161 (Brussel-Namen).

## Geboren in Genval
- Emile Daems (1938-2024), wielrenner

## Overleden in Genval
- Etienne Gailly (1922-1971), atleet

## Nabijgelegen kernen
Terhulpen, Lasne, Rixensart
Deelgemeenten: Genval · Rixensart · Rosières

Overige plaatsen: Bourgeois · Bruyère-à-la-Croix · Froidmont · Glain · Maubroux · Plagniau

Belgische gemeenten · Arrondissement Nijvel · Waals-Brabant · Wallonië